# Crimen de la calle Carlo Poma
El crimen de la calle Carlo Poma fue el asesinato de Simonetta Cesaroni, cometido la tarde del martes 7 de agosto de 1990 en un piso del tercer piso del complejo situado en la Calle de Carlo Poma 2, en Roma. El caso nunca se resolvió a pesar de los más de veinte años de investigaciones en los cuales se siguieron diferentes pistas y se tuvieron en cuenta varias hipótesis, involucrando a diferentes personas que, entre 1990 y 2011 fueron acusadas del delito: inicialmente, Pietrino Vanacore, portero del edificio donde se sucedieron los hechos; después, Salvatore Volponi, el empleador de la víctima; seguidamente, Federico Valle, cuyo padre tenía un estudio en el edificio; y, finalmente, Raniero Busco, novio de la fallecida. Sin embargo, todos ellos terminaron siendo exculpados. El caso generó una gran expectación mediática y un gran revuelo en la opinión pública, sobre el mismo se han escrito diversos libros y se han realizado distintos especiales de televisión, incluso un telefilm emitido en 2011.

## El crimen
Simonetta Cesaroni, nacida el 5 de noviembre de 1969 residía en el barrio de Cinecittà de Roma, concretamente en la calle de Filippo Serafini 4, en la zona de Lamaro. En enero de 1990 había empezado trabajar como secretaria en Reli Sas., una gestoría que, entre sus clientes, tenía a la Asociación Italiana de Albergues de la Juventud (AIAG). A Simonetta se le encargó trabajar como contable algunos días a la semana en las oficinas de este cliente, en la calle Carlo Poma 2. Al tratarse de una chica muy reservada, ni siquiera la familia sabía la ubicación de las oficinas de la AIAG donde trabajaba de forma esporádica. Del mismo modo, excepto su madre, nadie sabía de las llamadas anónimas que recibía en el trabajo.
La tarde del 7 de agosto de 1990 Simonetta se encontraba trabajando en la sede de la AIAG, en la calle Carlo Poma. A las 18:20 debía llamar a su jefe, el señor Volponi, para contarle cómo estaba yendo todo. A las 17:15 se tiene la última constancia de que Simonetta estaba viva, pues realizó una llamada de trabajo a Luigia Berrettini. Sin embargo, el señor Volponi jamás recibió la llamada que había acordado con ella. Los familiares, a las 21:30 h, viendo que no volvía a casa, deciden buscarla. Paola, hermana de la víctima, su novio y el señor Volponi se dirigieron a las oficinas de la calle Carlo Poma. La mujer del portero, a las 22:30, les abrió la puerta de las oficinas, donde encontraron el cadáver de Simonetta, que había sido asesinada con 29 cuchillazos.
Las investigaciones, a través de la reconstrucción de los hechos, arrojaron que, sobre las 17:30, Simonetta tuvo un último contacto con un hombre del que escapó, huyendo del despacho ubicado a la derecha en el que trabajaba hasta el que estaba justo delante, a la izquierda, donde fue encontrada. Fue inmovilizada en el suelo y alguien se arrodilló encima de ella por la altura de las caderas, con tanta fuerza que le produjo unos hematomas. La golpearon provocándole un trauma craneal que le hizo perder la consciencia. Posteriormente, el asesino utilizó un abrecartas para apuñalarla hasta 29 veces. Seis de las puñaladas fueron en la cara, en la ceja derecha, el ojo derecho y el ojo izquierdo; ocho de las puñaladas se realizaron en la zona de los pechos y del vientre; mientras que las catorce restantes se ubicaban en la zona baja del vientre, en el pubis, a los lados, encima y debajo de los genitales.
Algunas de las prendas de Simonetta, como las mallas deportivas azules, la americana y las bragas, fueron robadas junto a otros efectos personales que jamás se encontraron, entre los cuales había unos pendientes, un anillo, una pulsera y una gargantilla de oro, si bien el reloj se lo dejaron puesto. La dejaron desnuda, con el sujetador abrochado, aunque bajado dejando al aire los pechos, y la camiseta colocada sobre el vientre para cubrir las heridas más graves, las que le provocaron la muerte. Llevaba puestos los calcetines blancos, si bien las zapatillas deportivas estaban perfectamente colocadas junto a la puerta. Las llaves de la oficina, que tenía guardadas en el bolso, fueron robadas.
Simonetta Cesaroni fue enterrada en el Cementerio Municipal de Genzano de Roma.

## Las investigaciones

### La escena del crimen
La primera inspección en el piso de la calle Carlo Poma la realizó la noche del 7 de agosto el subcomisario Sergio Costa, que en la época servía en el SISDE y yerno del entonces Jefe de la Policía Italiana, Vincenzo Parisi. Durante esa primera inspección, la víctima fue encontrada parcialmente desnuda en las oficinas de la calle de Carlo Poma, con un gran número de marcas de arma blanca y con una marca de una mordida en el cuello. En el resto de estancias no se encontró ningún tipo de desorden y encontraron restos de sangre en la manija de la puerta que daba acceso al despacho en el que se había cometido el delito. En el despacho del crimen se encontró un trozo de papel en el que alguien había escrito "CE" y dibujado justo al lado una margarita, así como las palabras "DEAD OK en la parte inferior derecha. En 2008, durante la emisión del programa Chi l'ha visto? se desveló que había sido obra de uno de los agentes de policía que participaron en la inspección la noche del delito y que lo había olvidado en la escena del crimen. La posterior autopsia reveló que la víctima tenía diferentes puñaladas en el cuerpo, destacando las seis en la cara, la del cuello, las ocho del tórax y las catorce de la zona púbico-genital que le provocaron la muerte, entre las 18:00 y las 18:30.

### Sospechosos

#### Pietrino Vanacore
La mañana del 8 de agosto de 1990 la Policía despertó a todos los ocupantes del edificio de la calle Carlo Poma 2. Pensando que el crimen se resolvería de forma sencilla, la policía interrogó a los porteros. Los cuatro porteros, junto con sus familiares, sostenían que estuvieron toda la tarde del 7 de agosto, entre las 16:00 y las 20:00, alrededor de la piscina del complejo. Según esta afirmación, el asesino no pudo entrar en la escalera B sin que le hubieran visto. Los policías revisaron todo el edificio buscando las piezas de ropa que le faltaban a Simonetta, pero no encontraron nada. Los investigadores reconstruyeron los hechos. Según los testimonios, dedujeron que el 7 de agosto de 1990, Simonetta estaba sola. La hermana la dejó en el metro, ella se dirigió a la oficina como estaba previsto, no se vio a nadie entrar en la escalera B y el último contacto que se tuvo con ella fue a las 17:35, con una llamada de trabajo.
Según lo que los psicólogos de la policía constataron en la escena del crimen, el asesino, presumiblemente, habría intentado abusar de Simonetta sin conseguir una erección, soltando su ira y frustración con una serie de golpes violentos. Dándose cuenta de lo que había hecho, habría intentado limpiarlo todo, reordenar la oficina y hacer desaparecer el cuerpo, pero alguien o algo lo habría interrumpido.
Los testimonios recogidos por la policía afirmaron que Pietrino Vanacore no se encontraba con el resto de porteros en el jardín entre las 17:30 y las 18:30, el mismo horario en que Simonetta fue asesinada. Además, se encontró un ticket de compra sospechoso: a las 17:25, Vanacore había comprado un batidor. Asimismo, un testigo afirmó que a las 22:30, Vanacore había estado en casa del viejo arquitecto Cesare Valle, que vivía encima de la oficina donde se había producido el crimen, para ayudarle. Sin embargo, Cesare Valle declaró que el portero llegó a su casa a las 23:00. Esta media hora de diferencia entre los dos testigos llevó a los investigadores a sospechar del portero, que en ese momento tenía 58 años. En un par de calzoncillos suyos se encontraron restos de sangre. En escalera B, la tarde del 7 de agosto de 1990, solo había dos personas: Cesare Valle y Simonetta Cesaroni. Nadie vio entrar a una persona desconocida. Vanacore, el portero de la escalera B, se ausentó entre las 17:30 y las 18:30, horario en que se produjo el asesinato. Para la policía, esta era la resolución del caso.
El 10 de agosto, Vanacore fue detenido por la policía. Tras pasar 26 días en la cárcel, su abogado convenció a los jueces para que le dejaran salir, a pesar de las sospechas que pesaban sobre él como el posible responsable del crimen en un primer momento, así como testigo mudo o favorecedor del asesinato. Tras un análisis exhaustivo se determinó que los restos de sangre encontrados en los calzoncillos eran del propio Vanacore, que padecía hemorroides. Asimismo, se trabajaba con la tesis de que quien hubiera limpiado los restos de sangre de Simonetta se habría tenido que manchar su ropa. Asimismo, Vanacore usó la misma ropa durante tres días seguidos, entre el 6 y el 8 de agosto de 1990, que se encontraba exenta de restos de sangre de Simonetta, por lo que no podría haber sido él. Sin embargo, las circunstancias tan sospechosas hicieron que se mantuviera como el principal objetivo de la policía, si bien los restos de ADN encontrados en la manija de la puerta de la estancia donde se había encontrado el cuerpo le exculparon. El 26 de abril de 1991 se archivaron las acusaciones contra Vanacore y otras cinco personas. En 1995, la Corte Suprema de Casación confirmó la decisión del Tribunal de Apelación de no juzgarle por haber facilitado el crimen.
Tras las investigaciones sobre Raniero Busco, en 2009, se archivó una segunda causa contra su persona. Los investigadores supusieron que alguien podría haber entrado en la oficina del crimen después del homicidio y tras la fuga del asesino, contaminando la escena del crimen. Los jueces, entonces, abrieron diligencias contra Vanacore, ordenando un registro domiciliario para el 20 de octubre de 2008, que no aportó ningún dato relevante. Veinte años después del delito, el 9 de marzo de 2010, Vanacore se suicidó tirándose al mar en Torricella, donde vivía desde hacía años, dejando una nota que decía: "Veinte años de sufrimientos y sospechas te llevan al suicidio". El 12 de marzo de ese mismo año tendría que haberse personado ante la Audiencia Provincial por el juicio por la muerte de la novia de Raniero Busco. El 8 de marzo de 2011 se determinó que el suicidio se había producido porque Vanacore ya no soportaba más la presión que el crimen de la calle Carlo Poma ejercía sobre su vida privada.

#### Raniero Busco
En junio de 2004 los policías de la división científica de Parma fueron enviados por su el fiscal Roberto Cavallone, a la lavandería de la escalera B de la calle Carlo Poma. Se encontraron restos de ADN que, tras haber sido analizadas, resultaron no ser sangre y no estar relacionadas con el asesinato de Simonetta Cesaroni. En febrero de 2005, se retiraron muestras de ADN de 30 personas sospechosas del delito, entre las que se encontraba Raniero Busco, el novio de Simonetta cuando se produjo el homicidio. Los perfiles de ADN se compararon con los restos biológicos que se encontraron en el sujetador de la víctima. Un año y medio después, en septiembre de 2006, se analizaron la pinza para el cabello, el reloj, el paraguas, la agenda, los calcetines, la camiseta, el sujetador y el bolso de Simonetta Cesaroni, así como el cuadro y la mesa que se encontraban en la estancia en la que se produjo el delito, y un trozo de cristal del ascensor de la escalera B, que en 1990 se encontró manchado de sangre. La camiseta y el sujetador de la víctima arrojaron un resultado inútil: un ADN de sexo masculino proveniente de restos de saliva, aunque no fue posible establecer de qué resto biológico provenía.
En enero de 2007, 29 de los 30 sospechosos fueron descartados por la prueba de ADN. Los restos de saliva encontrados en la camiseta y el sujetador de Simonetta Cesaroni, que llevaba puestos cuando fue asesinada, correspondían únicamente al ADN de Raniero Busco. Por seguridad, la policía científica retiró dos muestras más de ADN y las volvió a analizar para compararlas nuevamente: el ADN de Busco apareció hasta seis veces en ambas prendas. Raniero Busco fue oficialmente declarado como sospechoso por el crimen de la calle Carlo Poma. En septiembre de ese mismo año fue oficialmente investigado por homicidio doloso.
Durante la primavera de 2008, Paola Cesaroni, hermana de la víctima, declaró ante los fiscales Roberto Cavallone e Ilaria Calò que Simonetta llevaba ropa interior limpia el día que fue asesinada. La policía científica analizó un resto de sangre encontrado en la puerta de la estancia en la que se había producido el crimen que resultó ser una mezcla entre la sangre de Simonetta y la sangre de un sujeto masculino, presumiblemente el del asesino. No obstante, la mayor parte del ADN encontrado en el resto correspondía al de Simonetta, pues el resto que correspondía al asesino era un perfil minoritario en la muestra analizada. En el resto de sangre analizado por la policía científica se aislaron ocho alelos que coincidían con el ADN de Raniero Busco mezclado con el de Simonetta Cesaroni. El análisis se repitió ocho veces y arrojó el mismo resultado: un perfil genético compatible a la mezcla de Busco y Simonetta. Los ocho alelos se compararon con el ADN de los otros 29 sospechosos y no se encontraron coincidencias genéticas. Tras el juicio que concluyó en 2011, Busco fue condenado. Solicitó un recurso de apelación tras el cual, en 2012, fue absuelto, sentencia que le fue confirmada por la Corte Suprema de Casación en 2014.

### Pistas alternativas

#### La pista de Videotel y los supuestos secretos de la AIAG
Pocas semanas después de la absolución definitiva de Pietrino Vanacore y Federico Valle, el 30 de enero de 1995, llegó una carta anónima al juzgado en Roma en el que se sugería investigar en Videotel: un sistema de mensajería al que se podía acceder con el ordenador a principio de los años noventa, a través de un sistema similar al del Internet actual. La pista, seguida por los investigadores durante varios años, sugería la hipótesis de que Simonetta hubiera usado el ordenador de la oficina de la calle Carlo Poma para entrar en contacto con otros usuarios a través de la red. De este modo, de forma casual, podría haber conocido a su asesino, con quien habría quedado la tarde del 7 de agosto de 1990.
También hubo quien dijo que había reconocido a Simonetta en una usuaria de Videotel que usaba el mote de Veronica. Otros testigos afirman que existía un usuario en Videotel que se llamaba Dead (como la frase que se encontró en el papel al lado del ordenador) y que, conectándose a la red después del 7 de agosto, afirmó haber asesinado a Cesaroni, contándoselo a todos los usuarios. Sin embargo, se descubrió que la pista era falsa: el ordenador de trabajo de Simonetta servía únicamente para procesar textos, sin posibilidad de acceder al servicio de Videotel, y en su casa no tenía ordenador.
Antes de que finalizaran las últimas investigaciones, en junio de 2004, se hicieron públicos algunos hechos misteriosos relacionados con la sede de la AIAG en la calle Carlo Poma, asociación que, en ese momento, estaba presidida por el abogado Francesco Caracciolo di Sarno. Se publicaron noticias en las que se afirmaba que la oficina de la calle Carlo Poma era, en realidad, una tapadera para algunas actividades de los servicios secretos italianos. Esta información estaba relacionada con el hecho de que Roland Voller, un comerciante austríaco informador de la policía que había acusado falsamente a Federico Valle, resultó ser un personaje con posibles vínculos con los servicios secretos, pues se le incautaron documentos reservados relacionados con el crimen de la Olgiata, que se produjo en Roma en julio de 1991. Estos misterios todavía no se han podido relacionar de ningún modo con los hechos del crimen de Cesaroni.
Según otra hipótesis de la investigación, en cambio, el crimen estaría ligado a presuntas operaciones ilícitas que, durante los primeros años de los noventa, se habrían autorizado por algunos miembros de los servicios secretos en el ámbito de la cooperación al desarrollo y, particularmente, en Somalia: Simonetta Cesaroni, encargada de estipular los contratos para algunas empresas de forma paralela a su trabajo habitual, habría tenido conocimiento de estas actividades ilícitas. Estos hechos vincularían el asesinato de la chica con el crimen de Mario Ferraro, coronel del SISMI que fue encontrado muerto en su casa el 16 de julio de 1995.

#### Las presuntas relaciones con la Banda della Magliana y los servicios secretos
Entre las pistas alternativas que se siguieron automáticamente después del asesinato se encontraba la de que el criment se hubiera encargado por la Banda della Magliana y se hubiera ejecutado materialmente por los servicios secretos italianos con la complicidad del Vaticano. De hecho, se decía que Simonetta Cesaroni había descubierto por mera casualidad entre los archivos de la AIAG documentos muy importantes y altamente confidenciales que certificaban distintos favores que la AIAG y otras entidades a favor de la Banda della Magliana habían hecho, contando con la aprobación del Vaticano, territorio en el que se encontraban algunos edificios que se "prestaban" a la banda, siempre con la complicidad de los servicios secretos. En un primer momento, esta pista se consideró una de las más veraces, pues varios testigos afirmaron que, poco después del asesinato, tres personajes que jamás fueron identificados se pudieron ver debajo del edificio en el que vivían los Cesaroni, vistiéndose y comportándose en un modo que los identificaba como miembros de los servicios secretos. De hecho, muy poco antes de los hechos, salieron a la luz los lazos entre la Banda della Magliana y los servicios secretos, dando a entender que los lazos que mantenían con la organización criminal eran muy fuertes.
La pista terminó abandonándose de forma gradual cuando las investigaciones no pudieron demostrar la existencia de estos documentos descubiertos por Cesaroni, puesto que los mismos nunca se encontraron. Además, los supuestos edificios que la Banda della Magliana utilizaba en el territorio del Vaticano tampoco pudieron ser localizados ni identificados. Otra de las hipótesis que se utilizó para desacreditar la validez de esta pista fue la incongruencia de fechas, pues la Banda della Magliana se encontraba en decadencia tras el asesinato de Enrico De Pedis, que tuvo lugar el 2 de febrero de 1990. Concretamente, se creía que la banda ya había dejado de tener influencia entre los servicios secretos, por lo que resultaba imposible que hubieran sido los responsables del asesinato.

## Controversias
- En enero de 2007, durante una emisión del programa Matrix centrado en el caso, el presentasor Enrico Mentana desveló que los restos de ADN masculino aislado de las prendas de Simonetta Cesaroni pertenecían a su exnovio, Raniero Busco: la noticia indujo a Roberto Cavallone, fiscal responsable de la nueva causa, a anunciar una querella contra el periodista por la publicación de información reservada. La también periodista Ilaria Cavo, responsable de la pieza en la que se habló del tema, y el médico legal Roberto Testi, a quien consultaron, fueron incorporados a la lista de investigados. El presentador intentó defenderse públicamente en directo en televisión, hablando de noticias difusas con respecto a la identidad del presunto culpable que había sido nombrado anteriormente en el programa.
- Durante el verano de 2011, coincidiendo con el vigésimo-segundo aniversario del asesinato, se anunció el rodaje de una película sobre los hechos, con el título Il delitto di via Poma. Paolo Loria, uno de los abogados de Raniero Busco, se opuso a su realización ante la inminente celebración del juicio. Tras una serie de polémicas que se sucedieron durante todo el otoño de 2011, la película se emitió el 6 de diciembre.

## Influencia cultural
Como ocurre con tantos otros casos mediáticos, el suceso sirvió de base para la realización de distintas obras audiovisuales.

### Televisión

#### Ficción
- Il delitto di via Poma, (telefilm dirigido por Roberto Faenza, 2011)

#### Programas
- Telefono giallo (4 de diciembre de 1990, con Corrado Augias en Rai 3)
- Ombre sul giallo (16 de octubre de 2004, con Franca Leosini en Rai 3)
- Giallo Uno (enero de 2005, con Irene Pivetti en Italia 1)
- Chi l'ha visto? (2004 y 2012, con Federica Sciarelli en Rai 3)
- Matrix (10 y 12 de enero de 2007, 16 de julio de 2008 con Enrico Mentana; 21 de abril, 1 de julio y 10 de noviembre de 2009 con Alessio Vinci; 9 de marzo y 27 de septiembre de 2010, 25 de enero y 30 de marzo de 2011 en Canale 5)
- Porta a Porta (21 de abril y 10 de junio de 2009, 29 de abril de 2010, 26 de enero, 31 de marzo, 26 de abril y 4 de julio de 2011, 27 de marzo, 2 de abril y 2 de mayo de 2011 con Bruno Vespa en Rai 1)
- Cuarta temporada de Delitti (22 de junio de 2009 con múltiples repeticiones en Crime+Investigation y History Channel)
- La scena del crimine (23 de noviembre de 2009, 9 de febrero de 2011 y 30 de mayo de 2012, con Roberta Bruzzone en Teleroma 56)
- Quarto grado (16 de mayo y 19 de septiembre de 2010, 2 de diciembre de 2011, 20 y 27 de abril y 8 de junio de 2012, con Salvo Sottile en Rete 4)
- Zone d'Ombra (8 de octubre de 2010, con Giancarlo Umani Ronchi y Emilio Nuzzolese)
- Quarto Grado (21 y 28 de febrero de 2014, con Gianluigi Nuzzi en Rete 4)
- Un giorno in pretura (2, 9, 16 y 23 de abril de 2011, con Roberta Petrelluzzi en Rai 3)
- L'altra metà del crimine (10 de noviembre de 2011, con Luciano Garofano en LA7d)
- Sección Storie vere de Unomattina (31 de mayo de 2012, con Georgia Luzi y Savino Zaba en Rai 1)
- Un giorno in pretura (15 y 22 de septiembre de 2012, con Roberta Petrelluzzi en Rai 3)
- Via Poma - Oltre la cassazione (2017, con Paolo Cochi en ExtraTV)

- Datos: Q3705061
- Multimedia: Murder of Simonetta Cesaroni / Q3705061